# 아부지
"아부지"는 2009년에 개봉한 대한민국의 영화이다.

## 캐스팅
- 전무송 : 아버지 역
- 박철민 : 담임 역
- 박탐희 : 미란 역
- 조문국 : 기수 역
- 국정환 : 망태 부 역
- 이병철 : 교장선생님 역
- 박영록 : 기관원 역
- 전정희 : 어머니 역
- 육세진 : 기동 역
- 조영화 : 경산댁 역
- 이상훈 : 우가우가 역
- 봉두개 : 조합원 역
- 송비묵 : 엿장수 역
- 신양균 : 야학청년 1 역
- 김용호 : 야학청년 2 역
- 안승범 : 야학청년 3 역
- 임정수 : 야학청년 4 역
- 이준영 : 김 순경 역
- 곽주언 : 망태 역
- 김하람 : 봉구 역
- 임혜진 : 왈순 역
- 신도형 : 용우 역
- 전희선 : 경순 역